# Finder
«Finder» — головна програма операційної системи macOS, яка представляє доступ до робочого столу, файлів та каталогів користувача.

## Історія

### Finder 1.0-4.1
Finder 1.0 з'явився як частина MacOS 1.0 представлена разом з першим комп'ютером Macintosh у 1984 році. Перша версія Finder працювала з файловою системою MFS(Macintosh File System), особливість якої була робота з ієрархією каталогів. Для того, щоб користувач міг створити нову папку, у корені завжди була присутня порожня папка з назвою Empty Folder, перейменувавши яку користувач отримував нову. Finder у версіях 1.0-4.1 не дозволяв створювати папки всередині інших папок.
У випадку, якщо користувач оновлював вміст робочого столу, вся інформація про каталоги втрачалася і файли опинялися у корені головного диску.
Також ієрархія не враховувалися при перегляді файлів у діалоговому вікні відкриття файлів.

### Finder 5.x
У Finder 5.0, що був представлений у вересні 1985 року файлову систему MFS замінила на HFS(Hierarchical File System), яку представили разом з першим твердим диском Harddrive 20.
Також у Finder 5.4 з'явилася можливість призначати права мережевого доступу до файлі і папок завдяки AppleShare

### Finder 6.x
У шостій версії Finder з'явилася можливість контролювати виконання декількох програм одночасно з використанням кооперативної багатозадачності